# Раздорожное
Раздорожное (укр. Роздоріжне) — село в Поморянской поселковой общине Золочевского района Львовской области Украины.
Население по переписи 2001 года составляло 14 человек. Занимает площадь 0,108 км². Почтовый индекс — 80754. Телефонный код — 3265.